# 延濟亨
延濟亨（： Yeon Jae-hyeong，1995年10月12日—）是一名韓國男演員。2016年以電視劇《花郎》出道，著名作品有電影《消失的房子》、電視劇《小神的孩子們》等。

## 經歷
延濟亨於1995年10月12日出生，求學階段學習過美術、跆拳道、鋼琴，但都不感興趣。高中二年級時，加入舞台劇社，演出兩部作品後，因覺得有趣，而放棄美術，決定報考戲劇相關學系。延濟亨畢業於清州大學電影系，期間製作過許多學生短片，也擔任過導演。
2016年，憑藉KBS 2TV月火劇《花郎》出道。2017年，因參演電影《消失的房子》而嶄露頭角，並參加Dain娛樂的試鏡，與該公司簽署專屬合約，成為旗下藝人。11月，加入網路劇《冰上之神》（빙상의 신）的演出陣容。12月，被選為網路劇《只是因為太無聊》（단지 너무 지루해서）的主演。
2018年，除了持續演出網路劇，也首次參演正劇，於OCN原創系列《小神的孩子們》中，扮演富有正義感的熱血刑警桂道勳。同年底，在MBC水木劇《赤月青日》中，扮演情報科刑警權璨旭；在KBS 2TV月火劇《國標舞女孩》中，飾演電影導演志願生李泰善；再加上於週五上線的網路劇《每次離別，但我們還是再次相愛》（매번 이별하지만 우린 다시 사랑한다），形成週一至週五都都能看見延濟亨的特殊景象。
2018年底，參加tvN《沒禮貌的英愛小姐》系列的試鏡，通過後獲得演出機會，於2019年播出的第17季中，扮演李奎翰的助理作家延濟亨。2019年，於MBC週末特別企劃《黃金庭院》中，扮演警察大學首席畢業的人才韓奇英。
2020年，於KBS 2TV水木劇《快過來》中，飾演擁有自由靈魂的旅行作家方國奉；於JTBC金土劇《優雅的朋友們》中，扮演慶子（金惠恩飾演）與亨宇（金盛吳飾演）的高爾夫選手兒子姜志旭。同年，因Dain娛樂經紀事業部被Big Boss娛樂（빅보스엔터테인먼트）收購，延濟亨的經紀約也跟著移轉至Big Boss娛樂。11月30日下午，開始入伍服兵役，他將先到論山訓練所完成基礎軍事訓練，再服現役。
2021年，KBS 1TV播出延濟亨入伍前，拍攝的最後一部電視劇《致我的你》（나의 너에게），該劇為「障礙理解教育電視劇」，由延濟亨扮演患有貝克型肌肉萎縮症的主角成勳。
2023年退伍後，憑藉Disney+原創《原來這就是愛啊》回歸，扮演給予男主角冬辰（金英光飾演）慰藉和支援的後輩小姜。同年，在Channel A火曜劇／金曜劇《男與女》中，飾演暗戀女主角成玉（李雪飾演）的CEO年下男金建燁。
2024年，被選為改編自釜山迴旋踢事件、書峴站刺傷事件的電影《只能成為惡魔》（악마가 될 수밖에）的主演，在片中扮演十惡不赦的犯人。2025年，於KBS 1TV日日劇《抓住大運》中，扮演金大植（鮮于載德飾演）與李惠淑（吳英實飾演）的兒子金錫辰。

## 作品

### 電視
| 年份 | 電視台                       | 作品                                                                   | 角色   | 備註                 |
| ---- | ---------------------------- | ---------------------------------------------------------------------- | ------ | -------------------- |
| 2016 | KBS 2TV                      | 《花郎》                                                               |        | [ 1 ]                |
| 2016 | Daum tvPot                   | 《Tong：回憶》                                                         |        | [ 1 ]                |
| 2017 | tvN                          | 《Drama Stage—去郊遊的日子》                                           |        |                      |
| 2018 | Naver TV                     | 《冰上之神》（빙상의 신）                                              | 高秉虎 | [ 10 ]               |
| 2018 | Naver TV                     | 《只是因為太無聊》（단지 너무 지루해서）                               | 秋度潤 | 主演                 |
| 2018 | OCN                          | 《小神的孩子們》                                                       | 桂道勳 | [ 16 ] [ 17 ]        |
| 2018 | YouTube                      | 《無心面對》（무심하게 마주한）                                        | 馬周汗 | 主演                 |
| 2018 | Playlist                     | 《A-TEEN》                                                             |        | 特別出演             |
| 2018 | Oksusu                       | 《每次離別，但我們還是再次相愛》（매번 이별하지만 우린 다시 사랑한다） | 李健   | 主演                 |
| 2018 | MBC                          | 《赤月青日》                                                           | 權璨旭 | [ 19 ] [ 20 ]        |
| 2018 | KBS 2TV                      | 《國標舞女孩》                                                         | 李泰善 | [ 21 ] [ 22 ]        |
| 2019 | tvN                          | 《沒禮貌的英愛小姐》                                                   | 延濟亨 | 第17季               |
| 2019 | JTBC                         | 《加油吧威基基》                                                       | 金賢城 | 特別出演             |
| 2019 | MBC                          | 《黃金庭院》                                                           | 韓奇英 | [ 27 ] [ 28 ]        |
| 2019 | - Naver TV - YouTube - KokTV | 《今天也要追星》（오늘도 덕질하세요）                                  | 宰賢   | 主演                 |
| 2020 | KBS 2TV                      | 《快過來》                                                             | 方國奉 | [ 3 ]                |
| 2020 | JTBC                         | 《優雅的朋友們》                                                       | 姜志旭 | [ 4 ]                |
| 2020 | - Seezn - tvN D              | 《網路劇的法則》（웹드라마의 법칙）                                    | 禹然鎬 | 主演                 |
| 2020 | SBS                          | 《你喜歡布拉姆斯嗎？》                                                 | 承佑   | 特別出演             |
| 2020 | YouTube                      | 《手作之愛》（핸드메이드 러브）                                        | 李定泯 | [ 46 ]               |
| 2021 | KBS 1TV                      | 《致我的你》（나의 너에게）                                            | 成勳   | 主演                 |
| 2023 | Disney+                      | 《原來這就是愛啊》                                                     | 小姜   | [ 35 ]               |
| 2023 | Channel A                    | 《男與女》                                                             | 金建燁 | [ 36 ] [ 37 ] [ 38 ] |
| 2024 | KBS 2TV                      | 《狗之聲》                                                             | 黃鐘國 | 特別出演             |
| 2025 | KBS 1TV                      | 《抓住大運》                                                           | 金錫辰 | [ 40 ]               |
| TBA  | TBA                          | 《告白了，對不起》（고백해서 미안합니다）                              | 朴炫禹 | 主演                 |

### 電影
| 年份 | 作品                                 | 角色       | 備註              |
| ---- | ------------------------------------ | ---------- | ----------------- |
| 2017 | 《消失的房子》                       | 選任義警   | [ 1 ] [ 5 ] [ 2 ] |
| 2017 | 《記憶之夜》                         | 派出所學生 | [ 1 ] [ 2 ]       |
| 2018 | 《今天就是那一天》（오늘만 날이다 ） |            | 短片              |
| 2020 | 《空位》（빈자리）                   |            | 短片              |
| 2021 | 《B級青春》（B급 청춘）              | 濟亨       |                   |
| 2025 | 《只能成為惡魔》                     |            | 主演              |

### 音樂錄影帶
- 2017年：Soran《Perfect Day》[1]
- 2018年：Uniqnote（유니크노트）《呼喚你的雨落下》（너라는 비가 내려와）[49]

## 外部連結
- 官方网站
- 延濟亨的Instagram帳戶
- 延濟亨在韩国电影数据库（KMDb）上的資料（韓語）
- 延濟亨在互联网电影资料库（IMDb）上的資料（英文）